# Marijana Seoane
Marijana Seoane (šp. Mariana Seoane) je poznata meksička glumica, pevačica i model. Rođena je u Parocvaru, Michoacan 10. juna 1976. godine.
Debitovala je 1995. godine u tevenoveli Retrato de familia i od tada je ostvarila oko petneastak zapaženih uloga.

## Diskografija
- Sera una nina buena (2004)
- La nina buena (2005)
- Con sabor a...Mariana (2006)
- Mariana esta de fiesta (2007)
- Una de dos (2009)
- La malquerida (2012)

### Telenovele
| 1995 | Retrato de familia     | Araseli   |
| ---- | ---------------------- | --------- |
| 1996 | Cancion de amor        | Roksana   |
| 1997 | Los hijos de nadie     | Sandra    |
| 1998 | Mi pecena traviesa     | Barbara   |
| 1999 | Tres mujeres           | Marsela   |
| 1999 | Amor gitano            | Adrijana  |
| 2001 | Atrevete olvidarme     | Ernestina |
| 2003 | Rebeka                 | Rebeka    |
| 2006 | La fea mas bella       | Karla     |
| 2007 | Recverdame             | Roselina  |
| 2008 | Tormenta en el paraiso | Maura     |
| 2009 | Manana es para siempre | Celsi     |
| 2010 | Mar de amor            | Oriana    |
| 2012 | Por ella soy Eva       | Rebeka    |
| 2013 | La Tempestad           | Ursula    |